# أسود (ثعبان)
الأَسْوَد أو البرجيل (في مصر) (الاسم العلمي: Walterinnesia aegyptia) هو نوع من الثعابين سام يتبع فصيلة أماميات الأخاديد.

## الوصف
يتميز بلونه الأسود اللامع من ناحية الظهر أما بطنه فلونه أغبر، الرأس أعرض من العنق نسبياً والجسم اسطواني طويل وقد يصل طول الحيوان البالغ إلى أكثر من متر الذنب قصير ودقيق، العينان صغيرتان والحراشف الأمامية ملساء أما الخلفية فخشنة نوعاً ما، الصفيحة الشرجية مقسمة إلى قسمين أما الصفائح تحت الذيلية فبعضها مقسم والآخر غير مقسم له أنياب دقيقة في الفك العلوي والتي لها المقدرة على إفراز كمية من السم قادرة على قتل الإنسان، أما الفك السفلي فيحوي أسناناً قرنية صغيرة .

## النطاق الجغرافي والسكن
الموطن الأصلي لهذا الثعبان هو منطقة الشرق الأوسط. تم العثور على هذا الثعبان في دول مصر ولبنان ليبيا والأردن، وفلسطين، والمملكة العربية السعودية، قد يوجد أيضاً في المناطق السورية المتاخمة للبنان.
يسكن في البيئات الصحراوية السهلية ويتواجد معظم الأوقات في جحور القوارض والسحالي وذلك لأنها تكون مأوى مناسب له، وجد كذلك في كثير من الأحيان قرب سكن الإنسان في المستوطنات الزراعية المروية.

## السلوك والنظام الغذائي
هذا الثعبان هو ليلي المعيشة. ويكون أكثر نشاطاً في منتصف الليل تقريباً. غالباً ما يستخدم أساليب الانقباض والاختناق بالإضافة إلى السم لقتل الفريسة. هناك تقارير عن هذا الثعبان بأنه يكون عدواني عندما يشعر بالخطر، ولكن مثل معظم الثعابين، سوف يحاول عادة إلى الهروب فوراً بدلاً من اللدغة أو مواجهة التهديد. على الرغم من أن الأسود قد يرفع رأسه عند الشعور بالتهديد إلا أنه لا يستطيع نفخ عنقه وتكوين القلنسوة مثل الكوبرا الحقيقية.
هذا النوع يتغذى أساساً على السحالي مثل السقنقور، الوزغ، الضب والثعابين الأخرى، والضفادع، وأحياناً الفئران والطيور. يمكن أيضاً أن يأكل الجيف بسهولة.

## السم
هذا الثعبان هو سام للغاية حيث أن سمه يؤثر على الجهاز العصبي مما يسبب شللاً للجسم وقد يؤدي إلى الوفاة.